# José Subirats Piñana
José Subirats Piñana (Tortosa; 28 de abril de 1920-Barcelona; 6 de octubre de 2017) fue un economista, profesor y político de perfil técnico español. Doctor en Ciencias Económicas, intendente mercantil, censor jurado de cuentas y profesor de Política Fiscal de la Empresa de la Universidad Autónoma de Barcelona. Fue autor asimismo de una importante producción bibliográfica.

## Biografía
En 1934 entró como redactor del diario republicano El Pueblo de Tortosa que pasó a dirigir el 1 de enero de 1937. Incorporado a filas, fue hecho prisionero por tropas moras en 1939 en el frente de Vilalleons (San Julián de Vilatorta) y conducido inicialmente a Vich. Encarcelado en Reus y Tarragona, fue sometido a consejo de guerra en agosto de 1939, confirmándose la pena de reclusión perpetua en enero de 1940 —posteriormente, en octubre de 1944, le fue conmutada por 12 años y un día—. En 1942 fue trasladado al batallón de penados —no confundir con los batallones de soldados trabajadores— en Alcalá de Guadaíra. En marzo de 1943 los penados fueron trasladados al Campo de Gibraltar, donde prosiguieron los trabajos forzados. A finales de 1944 su campamento se trasladó a Lora del Río hasta abril de 1945, cuando es nuevamente trasladado a los Pirineos —entre Huesca y Jaca—, donde a los prisioneros les llegó la noticia de la victoria aliada en la Segunda Guerra Mundial. 
Puesto en libertad el verano de 1945, acaba trasladándose a Barcelona, donde dirige el periódico clandestino Ara. Posteriormente ejerció como profesional en Barcelona y también fue director del Centro de Estudios Politécnico (1954-1975). Senador a Cortes constituyentes en 1977 —candidatura de la Entesa dels Catalans— y en 1979, fue el senador más votado en las ciudades de Tarragona y de Tortosa —candidatura Catalunya, Democracia i Socialisme—. Miembro de la Comisión Mixta Congreso Senado en materia presupuestaria y vicepresidente de la Comisión de Presupuestos del Senado. Formó parte de la Asamblea de Parlamentarios de Cataluña y fue elegido miembro de la Comisión de los veinte [Comissió dels Vint] que redactó el proyecto del Estatuto de Cataluña. También fue elegido miembro de la delegación de los veintiuno que, junto con la Comisión Constitucional del Congreso, redactaron —y aprobaron— el texto del Estatuto de Sau (vigente hasta 2006). En 1981 su grupo se opuso al proyecto de Ley que haría posible el minitrasvase del Ebro aprobado en el Senado el 13 de mayo gracias a la mayoría absoluta de la UCD.
El 5 de julio de 1982 fue elegido consejero del Tribunal de Cuentas de España, ejerciendo la presidencia de la Sección de Fiscalización hasta enero de 1986 en que fue elegido miembro, después decano, del Tribunal de Cuentas Europeo, hasta 1994. Fue responsable de las carteras 'IVA y equilibrio presupuestario', 'Ámbito social, política industrial y medio ambiente' y 'Ámbito Regional, Fondo de Cohesión Transporte y Turismo'.
En 2002 el Ayuntamiento de Tortosa le otorgó la distinción de Hijo Predilecto, celebrándose un acto solemne de entrega en la antigua iglesia de Santo Domingo —conjunto de los Reales Colegios de Tortosa— el 19 de octubre del mismo año. El 23 de febrero de 2004 fue investido doctor honoris causa por la Universidad Rovira i Virgili —área de conocimiento: Economía y Política— y posteriormente recibió la Creu de Sant Jordi en el acto celebrado el 30 de noviembre de 2005 en Barcelona, ciudad en la que residía.

## Obra escrita
- Evocacions 36-38 la guerra civil des de Tortosa (en catalán). Tortosa: Graficur. 1989. OCLC 943700120.
- Actitudes de los empresarios ante la evolución del sistema tributario (1957-1975): la era de la evolución global. Madrid. 1990. ISBN 8471968134. OCLC 640003227.
- La transició des del Senat [La transición desde el Senado]. Punt de vista, 20 (en catalán). Barcelona: El Llar del Llibre. 1991. ISBN 8472794733. OCLC 435350662.
- Marcel·lí Domingo, per ell mateix [Marcelino Domingo por el mismo]. Viena Columna, 101 (en catalán). Barcelona: Columna. 1995. ISBN 8478098895. OCLC 802555050.
- Tortosa, front de guerra la rereguarda durant la guerra civil [Tortosa, frente de guerra]. Divulgació, 2 (en catalán). Barcelona: Columna Tresmall. 1996. ISBN 8483001845. OCLC 490662265.
- Pilatos 1939-1941: prisión de Tarragona (Reimpresión 1.ª edición abril de 1993). Madrid: Pablo Iglesias. 1999. ISBN 8485691717. OCLC 629183107.
- Entre vivències: la Guerra Civil, les presons franquistes, la transició i la Unió Europea (en catalán). Barcelona: Viena. 2003. ISBN 8483302012. OCLC 249681928.
- Quatre alcaldes republicans de Tortosa [Cuatro alcaldes republicanos de Tortosa] (en catalán). Tortosa: Occiprint. 2005. ISBN 8460938379. OCLC 803148793.
- Les Oblates, 1939-1941: presó de dones de Tarragona. Valls: Cossetània. 2006. ISBN 8497912187. OCLC 434059085.